# Spordiklubi Augur
Lo Spordiklubi Augur è una squadra estone di calcio a 5 con sede a Tallinn. 

## Storia
Iscritto – come "Tallinna FC Betoon" – al campionato estone di calcio a 5 fin dalla sua istituzione, nella stagione 2006-07 la squadra vince il proprio girone qualificandosi ai play-off scudetto, chiusi al terzo posto. La stagione successiva il Betoon si è aggiudicato il primo campionato nazionale disputato con la formula del girone unico. In qualità di campione in carica, il Betoon ha partecipato al turno preliminare della Coppa UEFA 2008-09, venendo inserito nel gruppo F. La squadra ha perso entrambe le partite disputate contro Blok/Carillon Boys (0-14) e UFC Münster (1-3), fallendo l'approdo al turno principale della competizione. Nell'estate del 2009 la società ha cambiato denominazione in "Spordiklubi Augur", con cui ha vinto il suo secondo titolo nella stagione 2014-15. 

## Palmarès
- Saalijalgpalli Meistriliiga: 2
2007-2008, 2014-2015